# Waltharius
Waltharius és el títol d'una important obra de poesia narrativa medieval escrita en llatí durant el segle x. L'obra la trobem referenciada com a Walther, Walthari i Walter d'Aquitània, però el seu títol més habitual és Waltharius. La font oral queda testimoniada amb una versió anterior en anglosaxó, de la qual només en perviuen dos escassos fragments, amb el títol de Waldere, escrits els segles viii i x.
En realitat el nom Walther es refereix al nom d'un llegendari rei visigot. Sobre aquest mític rei s'han escrit:
- El Waldere que acabem d'esmentar, escrit en anglosaxó. Dos fragments de 31 versos cadascun.
- A la Cronicon Novaliciense, de l'abadia de Novalesa de l'any 1060, hi apareix el nostre text del rei visigot, com a «Waltharius» en els capítols del 7 al 13.[2]
- A la Cançó dels Nibelungs (Nibelungenlied) també hi apareix esmentat en un breu comentari.[3]
- Tenim referències i fragments d'un antic cant escrit en antic alt alemany on s'hi referenciava un personatge anomenat «Walther von Karlingen».
- A la Saga Pioreks apareix el rei visigot en els capítols 241-244, breument.
- A la Crònica Polonesa escrita per Boguchwal hi apareix com a «Wdaly Walczerz» i a més esmentat com un comte polonès. Fou escrita pels volts de l'any 1135.[4]

Les proves de la font d'oral es manifesten en el Pròleg inicial amb els versos:
Gran servidor Altíssim no menystingueu aquest llibre!
No canta tant la glòria de Déu com les proeses d'un guerrer,
anomenat Walther, mutilat per molts combats;
és un llibre de gaudi més que de pregàries al Senyor;
llegint-lo s'aprenen fets de l'antigor. (vv. 16-20)

## Argument
La història es refereix a un mític rei visigot establert a Aquitània l'any 417 que lluità contra el rei dels vàndals, Gunther. Es tracta del major exponent de literatura del període del Renaixement carolingi però sorgeixen moltes característiques d'esdeveniments històrics de l'època de les invasions bàrbares: conductes dels personatges (sobretot la Triuwe), dades de la seva evolució històrica, cosa que dona una certa ficció al relat amb força dosis de tergiversació, adaptant els dos mons escenari de la narració: el dels francs i els dels huns. L'inici es configura com una crònica que narra la invasió de l'imperi romà en hores baixes per part dels huns, cosa que històricament es produí el segle v. Interposa la repercussió d'aquesta invasió en tres pobles d'on sorgiran els actors de ficció del seu relat. Dels francs, Hagen i Gúnthar; dels burgundis, Hildegunda i dels visigots aquitans Walther.
En contrast la descripció de la singularitat de cadascun d'aquests pobles contrasta amb la dels huns, com un organisme compacte lligat per un mateix mode de vida: la guerra (vv. 6-12) El caràcter del personatge d'Àtila dista molt d'aquell que ens han volgut dibuixar altres autors. Aquí desapareix el caràcter salvatge per a gaudir d'una propensió desmesurada a complir els pactes acordats, cosa que el diferencia de l'incompliment d'un altre personatge del poema, el cap dels francs, el rei Gúnthar concretament, que manca l'acord pactat entre el seu pare i Àtila.
Cal afegir que alguns dels personatges que hi apareixen també figuren a l'epopeia germànica de la Cançó dels Nibelungs, un altre dels cimalls de la poesia narrativa medieval. Amb tot els noms dels protagonistes d'aquesta cançó i el caràcter d'algun d'ells difereixen del Waltharius: Gunnar (Gúnthar) és més íntegre i honorable; Hoagni (Hagen) és increïblement maquiavèl·lic; Etzel (Àtila) és més vulnerable i influenciable.
Respecte als personatges, en la primera part del poema hi podem copsar una interessant interacció d'Àtila i la seva dona; mentre que en la segona la força domèstica desapareix bescanviada per les relacions militars de la guàrdia de Gúnthar o el vassallatge (la Triuwe) que li deu Hagen, aquest últim, avançant l'esperit feudal que aniria apareixent al llarg de l'edat mitjana i, sobretot reflex del període d'escriptura de l'obra que és l'època carolíngia i, de Carlemany, concretament.
El marc triat per la primera part que gira a l'entorn dels propòsits d'Àtila passa a una antiga província romana de Pannònia. La segona transcorre en terra dels francs, on s'hi esmenten llocs de l'època com: Worms, Metz, Estrasburg, Espira i rius com el Rin o boscos, com els Vosges; també hi apareix algun personatge mític propi de les creences germàniques com Wieland.
L'emplaçament real dels Vosges, l'escenari dels combats entre els herois i els diversos campions francs, ha estat un indret recercat per les lletres alemanyes entusiàsticament.

## L'autor

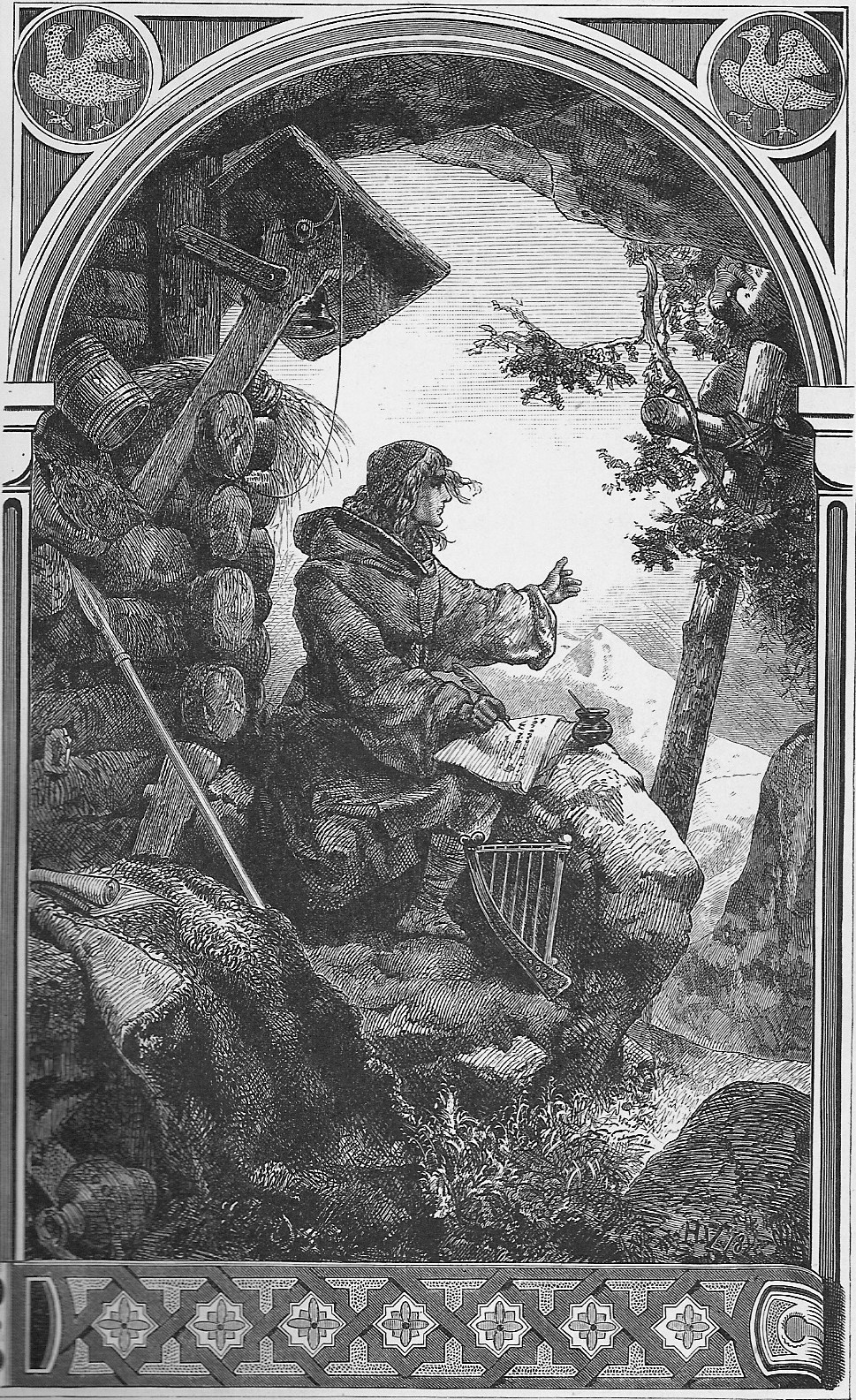
Ekkehard en una representació figurada del romanticisme (1880)

El llibre va ser escrit en llatí pel monjo Ekkehard de l'abadia de Sankt Gallen al segle x. Està escrit en 1.456 hexàmetres llatins. Sembla que el poeta hi traslladà una narració oral antiga i la composició que aconseguí respira una triple tradició: clàssica, germànica i cristiana.
Allò que coneixem de l'autor ens ho proporciona un altre Ekkehard (s'autoanomena IV, en l'autor del poema que seria el I). Es tracta d'un altre monjo del mateix monestir que el nostre autor, uns anys després, el 1060, referint-s'hi en un escrit sobre el mateix monestir titulat Casus Sancti Galli, al capítol 80. Aquest escrit ha estat qüestionat pels entesos i no tant com un altre frare del mateix indret, autor de la vida de santa Wiborada de 1075 que cita fil per randa el vers 51 del Waltharius i el fa d'Ekkehard I i, a més, el considera deixeble de Gerald (redactor del pròleg del poema), famós mestre capitulari de qui es tenen sobrades referències, cosa que ens permet situar l'activitat del nostre autor pels volts de l'any 920. Amb tot, l'autor, en la seva pròpia referència al v. 1455, es considera una jove cigala amb la veu encara feble que cal dispensar pel seu maldestre cant, cosa que permet deduir que metafòricament parla de la seva pròpia joventut i que era jove en el moment de la composició.
També sabem que Gerald, aquell que figura com el dador del poema en el pròleg (v. 11), fou monjo a Sant Gal tota la seva vida. Hi morí entre el 970 i el 975. El bisbe Erchembord va exercir el seu càrrec del 905 al 991. S'havia arribat a pensar que fos l'autor del llibre però si oferí el llibre a aquest bisbe hauria resultat graciós titllar-se a si mateix de «jove cigala» (vv.1453-1454). El més lògic és que oferís una obra escrita per un seu antic alumne a qui ell va fer de mestre. Sobre això, cal tenir present la referència directa que en fa l'Ekkehard IV quan diu: 
| « | Escrivia a l'escola (referint-se a Ekkehard I) en vers pel seu professor, un xic maldestre, certament, perquè era, no pas de fóra estant, sinó d'ànima, un xic jove, La Vida de Walther en té la mà coratjosa. Però, estant jo a Mayence, seguint ordres de l'arquebisbe Aribon, vaig corregir el seu treball, seguint les meves coneixences; donat que el seu origen bàrbar i la seva llengua particular, era d'ànima encara alemanya, no s'acordava com cal, aleshores, a la transformació llatina. | » |

Hi ha constància que als monestirs s'hi escrivien llibres llatins per a treballar o exercitar la versificació dels alumnes. També a Sant Gal. En un dels seus manuscrits, el núm. 303, de la seva biblioteca, hi trobem un text anotat al marge que diu:
| « | Composició deguda al mestre. Aquesta poesia i d'altres, de les quals en sóc autor, el mestre ens les feia escriure als nostres quaderns i jo, havent-les retrobat, les he recopilat aquí per tal d'exercitar l'emulació dels nostres joves. | » |

Un mestre que reconeixia la vàlua de les composicions dels seus alumnes, barrejant-ne amb les pròpies, algunes de les quals excel·lien, segons el seu criteri, i les oferí com a present, tot honorant-ne la capacitat.
Gerald i l'autor, per tant, són dos figures diferents. Ens ho proven els mateixos versos compostos per un i altre. Gerald, que ens diu compongué el pròleg, compon vint-i-dos versos ben diferents, qualitativament, a la resta de l'obra.
També fou l'autor de l'epíleg de la Vita di santa Viborada, escrita per un altre monjo del monestir, Erimannus. La seva participació fou una promesa, com esmenta, per la seva curació d'una malaltia en invocar la santa i, una consegüent promesa d'escriure'n la vida que acabà en l'esmentat epíleg.
Waltharius fou dedicat a Erchanbald, bisbe d'Estrasburg del 965 al 991. Val a dir que els manuscrits de l'obra circulaven ben abans. Posteriorment se'n varen conèixer tres manuscrits: el de París (amb el títol de «Versus de Waltharius»), un de Brussel·les i el de Treves (amb el títol de «Liber Waltharii»); però encara que eren molt nombrosos a l'edat mitjana s'han reduït als de: Karlsruhe o d'Hirschau (del segle xii, amb el títol «Hystoria Waltarii regis»), el de Stuttgart (lloc on el localitzà el primer editor de l'obra Fischer de Halle) i el de Vienne (del segle xiii), amb el títol de «Poesis de heroe Waltharius».
Prova és quan Ekkehard IV esmenta que corregí ell llatí de l'original, per la molta quantitat de germanismes que molestaven l'esperit crític del seu patró l'arquebisbe de Magúncia, Aribus. Tot i així sembla que quan esmenta els motius de la seva correcció ho faci referint-se a un altre text i no al present, perquè l'esmenta amb el títol de «Vitam Waltharii». Sobre això podríem esmentar l'antic catàleg de la biblioteca de Toul que distingeix un Waltharius en l'apartat de Libri divinorum poetarum de dos en l'apartat Libri gentilium poetarum. Però tanmateix aquesta menció faria referència a la religiositat del text que menciona Ekkehard IV perquè trobem una Vita Waltharii en un altre catàleg de 1105, on se'l fa precedir d'una Vita Alexandri Magni (potser per assimilar el nom de l'autor a Einhard l'autor d'aquesta Vita), cosa que fa pensar en una disposició de llibres hagiogràfics o d'obres profanes quan la nostra obra té clares inspiracions paganes i, sobretot, marcials. Aquest caràcter ens podria fer pensar que la nostra obra no formés part del projecte de Carlemany de rescat dels antics cants, les velles lleis i les tradicions ancestrals germàniques que va promoure recopilar l'emperador franc, les Antiqua et Barbara Carmina (tal com ens refereix el seu biògraf, Einhard i, que el seu devot fill Lluís deixà destruir o feu destruir); si fos així caldria avançar la data de la seva composició del segle x al ix. La fractura dels hexàmetres de la nostra obra, per alguns estudiosos serien una prova perquè de fet, per la qüestió de la correcció alguns hi ha volgut veure-hi traces d'al·literació pròpia de la tradició oral original que haurien traspuat fins al text llatí.